# ジェルソン・ペレイラ・ダ・シウヴァ
ジェルソン・ダ・シウヴァ（Gérson da Silva）ことジェルソン・ペレイラ・ダ・シウヴァ（ポルトガル語: Gérson Pereira da Silva、1965年9月23日 - 1994年5月17日）は、ブラジルの元サッカー選手。元ブラジル代表。ポジションはFW。

## クラブ歴
1984年のコパ・サンパウロ・ジ・フチボウ・ジュニオールにサントスFCの選手として出場し得点王を記録した。
その後、グアラニFCを経てパウリスタFCに所属した。
1988年にアトレチコ・ミネイロに移籍すると、翌年にコパ・ド・ブラジル得点王に輝いた他、1991年にもコパ・ド・ブラジル得点王に輝いた。
1992年にSCインテルナシオナルに移籍したが、この年もコパ・ド・ブラジル得点王に輝いた。しかし後天性免疫不全症候群の可能性があると発覚もしており、本来なら離脱すべきところであった。しかしアントニオ・ロペス監督は、マジック・ジョンソンが同じ病に罹りながらもバルセロナオリンピックで金メダルを獲ったばかりであった事や、世間もまだこの病を重視していなかった事、そして彼がエースであった事などもあって、選手生活を続行させた。また、彼本人や妻も罹患している事自体を否定し続けた結果、体調を崩して選手生活を中断したが、その頃にはトキソプラズマ症が進行しており、1994年5月17日に歿した。
この死亡については、彼自身や周囲が心理的に罹患を認められなかった事、医療体制が充実していなかった事、そして何より適切な治療を全く受けていなかった事などが指摘されている。それでも初期の段階でしっかりと対処しておけば死亡する事はなかったために、彼の妻は国際的に大きく批判された。

## 代表歴
1985 FIFAワールドユース選手権で優勝したメンバーの一人である。
1989年6月16日に行われたスウェーデン代表との親善試合でA代表初出場を記録、翌年12月12日のメキシコ代表との親善試合が代表最後の出場となった。